# Kleinraabs
Kleinraabs ist eine Ortschaft und eine Katastralgemeinde der Gemeinde Pölla im Bezirk Zwettl in Niederösterreich.

## Geschichte
Laut Adressbuch von Österreich waren im Jahr 1938 in Kleinraabs mehrere Landwirte ansässig.

## Siedlungsentwicklung
Zum Jahreswechsel 1979/1980 befanden sich in der Katastralgemeinde Kleinraabs insgesamt 19 Bauflächen mit 10.539 m² und 12 Gärten auf 17.710 m², 1989/1990 gab es 22 Bauflächen. 1999/2000 war die Zahl der Bauflächen auf 45 angewachsen und 2009/2010 bestanden 21 Gebäude auf 44 Bauflächen.

## Bodennutzung
Die Katastralgemeinde ist landwirtschaftlich geprägt. 139 Hektar wurden zum Jahreswechsel 1979/1980 landwirtschaftlich genutzt und 56 Hektar waren forstwirtschaftlich geführte Waldflächen. 1999/2000 wurde auf 128 Hektar Landwirtschaft betrieben und 69 Hektar waren als forstwirtschaftlich genutzte Flächen ausgewiesen. Ende 2018 waren 123 Hektar als landwirtschaftliche Flächen genutzt und Forstwirtschaft wurde auf 71 Hektar betrieben. Die durchschnittliche Bodenklimazahl von Kleinraabs beträgt 34,5 (Stand 2010).